# Świątynia Zhenjue
Świątynia Zhenjue (chin. upr. 真觉寺, chin. trad. 真覺寺, pinyin Zhēnjué Sì; dosł. "Świątynia Prawdziwego Przebudzenia"), nazywana również Świątynią Pięciu Pagód (五塔寺, Wǔtǎ Sì) – świątynia buddyjska znajdująca się w dystrykcie Haidian w Pekinie, około 200 metrów na północ od pekińskiego zoo.
Budowę świątyni rozpoczęto za panowania cesarza Yongle (1403-1424) i ukończono w 1473 roku. Wyjątkowy styl budowli ma swoje źródło we wzorowaniu się jej budowniczych na Pagodzie Diamentowego Tronu świątyni Mahabodhi w Bodh Gaja. Kształt pięciu szczytów nawiązuje do góry Meru z indyjskiej mitologii i pełniącej ważną funkcję zarówno w hinduizmie, jak i dżinizmie oraz buddyzmie. Nie jest jasne, w jaki sposób ta architektoniczna forma dotarła do Chin, niemniej świątynie buddyjskie w tym kształcie są spotykane na północy kraju m.in. Świątynia Pięciu Pagód w Hohhocie.
Zgodnie z tradycją pekińska świątynia Zhenjue została zbudowana według instrukcji indyjskiego mnicha, który przybył na dwór Yongle, przynosząc ze sobą pięć złotych figurek Buddy, które potem umieszczono pod każdą ze świątynnych pagód. 
Świątynia składa się z czworokątnego tarasu (nazywanego tronem), z którego wyrasta pięć pagód. Taras ma wysokość 17 metrów i dzieli się na sześć pięter. Z zewnątrz, ze wszystkich stron, każde z pięter ozdobione jest ustawionymi w rzędzie figurkami Buddów, a także buddyjskimi symbolami i literami sanskryckimi. Na każdym z rogów podstawy wznosi się pięciopiętrowa pagoda, a pośrodku piąta pagoda, wyższa od pozostałych, licząca 7 pięter. Podobnie jak podstawa, pagody są ozdobione z zewnątrz buddyjskimi motywami.
Świątynia przeszła gruntowną renowację w 1761 roku. Dawniej obecny budynek świątyni otaczały liczne drewniane pawilony, które zostały doszczętnie zniszczone przez wojska cudzoziemskie podczas II wojny opiumowej w 1860 roku i powstania bokserów w 1900 roku. Obecnie budowla nie pełni już funkcji sakralnych i mieści się w niej Pekińskie Muzeum Rzeźby Kamiennej, liczące ponad 2000 eksponatów.